# Lee Il-hwa
Lee Il-hwa (hangul= 이일화, n. 3 de enero de 1971-) es una veterana actriz surcorena.

## Biografía
En 1996 se casó con el músico surcoreano Kang In-won, sin embargo el matrimonio finalizó un año después en 1997, citando diferencias de personalidad.
En 2000 Lee Il-hwa se volvió a casar en Australia, con un hombre más joven y de la industria de la música, sin embargo el matrimonió también finalizó y en el 2002 regresó a Corea.
En 2011 se casó por tercera vez, ahora con un profesor universitario mayor que ella. 

## Carrera
Es miembro de la agencia Big Boss Entertainment (빅보스엔터테인먼트). Previamente formó parte de la agencia "Imagine Asia" (이매진아시아).
Debutó como actriz en 1991. Ha participado en numerosos dramas de televisión, en particular, la serie Reply.
El 4 de septiembre del 2020 se unió al elenco recurrente de la serie Lies of Lies (거짓말의 거짓말) donde dio vida a Kim Ho-ran.

## Filmografía

### Series de televisión
| Año     | Título                                    | Papel                                                                                      | Cadena        | Ref.          |
| ------- | ----------------------------------------- | ------------------------------------------------------------------------------------------ | ------------- | ------------- |
| 1992    | Calendula                                 |                                                                                            | SBS           |               |
| 1992    | Three Families Under One Roof             | profesora de baile                                                                         | MBC           |               |
| 1995    | Hopefully the Sky                         | Go Hye-ryun                                                                                | KBS1          |               |
| 1995    | Son of the Wind                           | Im Soo-yeon                                                                                | KBS2          |               |
| 1995    | Elegy                                     | SBS                                                                                        |               |               |
| 1995    | Chanpumdanja                              | Yong-deok                                                                                  | MBC           |               |
| 1996    | Sword                                     | Han-wol                                                                                    | KBS2          |               |
| 1996    | Dangerous Love                            | Jin-sook                                                                                   | MBC           |               |
| 1996    | Drama Game "Love in the Celestial Sphere" | KBS2                                                                                       |               |               |
| 1997    | Sad Song of the Son-in-law                | Myung-jin                                                                                  | HBS           |               |
| 1997    | Today, for Some Reason                    | KBS2                                                                                       |               |               |
| 1997    | Love and Farewell                         | Eun Ha-young                                                                               | MBC           |               |
| 1997    | Lady                                      | Eun-shil                                                                                   | KBS2          |               |
| 1998    | Eun-ah's Daughter                         | KBS1                                                                                       |               |               |
| 2002    | MBC Theater "Kiss in a Veil"              | artista textil                                                                             | MBC           |               |
| 2002    | Sunflower Family                          | Kang Joo-young                                                                             | iTV           |               |
| 2003    | Rustic Period                             | Lee Young-sook                                                                             | SBS           |               |
| 2003    | HDTV Novel "The Fragrant Well"            | Kang Soo-ji                                                                                | KBS2          |               |
| 2003    | Garden of Eve                             | Ru-bi                                                                                      | SBS           |               |
| 2004    | Kkangsooni                                | Jung Eun-soo                                                                               | EBS           |               |
| 2005    | Drama City "Second First Love"            | Kyung-hee                                                                                  | KBS2          |               |
| 2005    | Queen of Conditions                       | exesposa                                                                                   | SBS           |               |
| 2005    | Ballad of Seodong                         | Yeon Ga-mo                                                                                 | SBS           |               |
| 2005    | Bizarre Bunch                             | Lee Ok-doo                                                                                 | KBS1          |               |
| 2005    | Jikji                                     | Princesa Suchun                                                                            | SBS           |               |
| 2006    | Chomsungdae's Moon                        | Min-sook                                                                                   | KBS2          |               |
| 2007    | MBC Best Theater "Dreamers"               | Jung Min-kyung                                                                             | MBC           |               |
| 2007    | Good Day to Love                          | Ji-young                                                                                   | SBS           |               |
| 2007    | It's OK Because I Love You                | Young-hwa                                                                                  | KBS2          |               |
| 2007    | First Wives' Club                         | Jo Yong-hee                                                                                | SBS           |               |
| 2007    | Medical Gibang Cinema                     | Gye-wol                                                                                    | OCN           |               |
| 2008    | Iljimae                                   | Lady Han                                                                                   | SBS           |               |
| 2008    | Returned Earthen Bowl                     | Yoon Ga-young                                                                              | KBS2          |               |
| 2008    | Wife and Woman                            | Chae Yeo-jin                                                                               | KBS2          |               |
| 2008    | General Hospital 2                        | Madre de Hyun-joo (invitada, episodios 9-10)                                               | MBC           |               |
| 2009    | Hometown Legends "The Masked Ghost"       | Lady Jeong                                                                                 | KBS2          |               |
| 2009    | Heading to the Ground                     | Maeng Geum-hee                                                                             | MBC           |               |
| 2010    | OB/Gyn Doctors                            | Lee Jung-joo (invitada, episodios 9)                                                       | SBS           |               |
| 2010    | Prosecutor Princess                       | Ha Jung-ran                                                                                | SBS           |               |
| 2010    | Golden Fish                               | Moon Jung-won                                                                              | MBC           |               |
| 2010    | Jungle Fish 2                             | madre de Lee Ra-yi                                                                         | KBS2          |               |
| 2011    | Midas                                     | Kang In-sook                                                                               | SBS           |               |
| 2011    | You're Fine That Way                      | profesora                                                                                  | KBS2          |               |
| 2011    | God's Quiz Season 2                       | Hwang Kyu-ri (invitada, episodio 5)                                                        | OCN           |               |
| 2011    | Heartstrings                              | Song Ji-young                                                                              | MBC           |               |
| 2011    | Kimchi Family                             | Jung Geum-joo                                                                              | jTBC          |               |
| 2012    | Wild Romance                              | Eun Ji Sook                                                                                | KBS2          |               |
| 2012    | Happy and                                 | Jung-ja (episodio 4 "Man Must Die to Live") Ji-young (episodio 8 "My Mother, Your Mother") | Channel A     |               |
| 2012    | Feast of the Gods                         | verdadera madre de Song Yeon-woo(cameo)                                                    | MBC           |               |
| 2012    | Love, My Love                             | Choi Myung-joo                                                                             | KBS1          |               |
| 2012    | Reply 1997                                | Lee Il-hwa                                                                                 | tvN           |               |
| 2012    | Seoyoung, My Daughter                     | Bang Shim-deok                                                                             | KBS2          |               |
| 2013    | Queen of Ambition                         | Hong Ahn-shim                                                                              | SBS           |               |
| 2013    | Ugly Alert                                | Na In-sook                                                                                 | SBS           |               |
| 2013    | Empire of Gold                            | Im Yoon-hee (cameo)                                                                        | SBS           |               |
| 2013    | Reply 1994                                | Lee Il-hwa                                                                                 | tvN           |               |
| 2013    | My Love from the Star                     | Han Sun-young                                                                              | SBs           |               |
| 2014    | Jeong Do-jeon                             | Lady Kang (posteriormente reina Sindeok)                                                   | KBS1          |               |
| 2014    | Let's Eat                                 | madre de Hyun Kwang-suk (cameo, episodio 16)                                               | tvN           |               |
| 2014    | Doctor Stranger                           | Lee Mi-sook                                                                                | SBS           |               |
| 2014    | Modern Farmer                             | Yoon Hye-jung                                                                              | SBS           |               |
| 2014    | Family Secrets                            | Go Tae-hee                                                                                 | tvN           |               |
| 2015    | Orange Marmalade                          | Kang Min-ha                                                                                | KBS2          |               |
| 2015    | Loss: Time: Life                          | Hae-sook                                                                                   | Naver TV Cast |               |
| 2015    | She Was Pretty                            | Han Jung-hye                                                                               | MBC           |               |
| 2015    | Reply 1988                                | Lee Il-hwa                                                                                 | tvN           |               |
| 2016    | Choco Bank                                | madre de Eun-haeng                                                                         | Naver TV Cast |               |
| 2016    | The Master of Revenge                     | Go Kang-sook                                                                               | KBS2          |               |
| 2017    | Chief Kim                                 | Jang Yoo-seon                                                                              | KBS2          |               |
| 2017    | Man Who Sets the Table                    | Jung Hwa-young                                                                             | MBC           |               |
| 2017    | Witch at Court                            | Kwak Young-sil                                                                             | KBS2          |               |
| 2018    | Secrets and Lies                          | Oh Yeon-hee                                                                                | MBC           |               |
| 2019    | I Hate You Juliet                         | Gong Doo-shim                                                                              | Viki, Oksusu  |               |
| 2019    | Her Private Life                          | Lee Sol / Gong Eun-young                                                                   | tvN           |               |
| 2020    | Lies of Lies                              | Kim Ho-ran                                                                                 | Channel A     |               |
| 2020-21 | Man in a Veil                             | Yoon Su-hee / Seo Ji-sook                                                                  | KBS2          |               |
| 2021    | Hospital Playlist 2                       |                                                                                            | tvN           | [ 10 ]        |
| 2021    | The King's Affection                      | Gran Reina Viuda                                                                           | KBS2          |               |
| 2024    | Beauty and Mr. Romantic                   | Jang Soo-yeon                                                                              | KBS2          | [ 11 ] [ 12 ] |
| 2024    | No hay amor desinteresado                 | Seon Jeon-ah                                                                               | tvN           |               |

### Cine
| Año  | Título                      | Papel                  | Ref.          |
| ---- | --------------------------- | ---------------------- | ------------- |
| 1994 | No Need to Justify Yearning | Yoon Soo-jin/Y         |               |
| 2008 | Frivolous Wife              | tía                    |               |
| 2008 | Romantic Island             | Lee Yeon-sook          |               |
| 2009 | Bandhobi                    | Eun-joo                |               |
| 2014 | Fashion King                | madre de Woo Ki-myung  |               |
| 2015 | The Accidental Detective    | esposa de Noh Tae-soo  |               |
| 2017 | The Accidental Detective 2  |                        |               |
| 2019 | Homme Fatale                | Hwang Hon              |               |
| 2022 | Hero                        | emperatriz Myeongseong | [ 13 ]        |
| 2024 | Me llamo Loh Kiwan          | Jeong-ju               | [ 14 ] [ 15 ] |

## Teatro
| Año  | Título             | Papel         |
| ---- | ------------------ | ------------- |
| 2006 | The Miracle Worker | Anne Sullivan |

## Otras actividades

### Espectáculos de variedades
| Año  | Título                 | Red  | Notas              |
| ---- | ---------------------- | ---- | ------------------ |
| 1994 | Vaya! Vídeo De Viaje   | MBC  | presentadora       |
| 1995 | Buen sábado a las 7:00 | KBS2 | presentadora       |
| 2020 | Running Man            | SBS  | invitada, ep. #495 |

## Premios y nominaciones
| Año  | Premio                  | Categoría                                                  | Nominación                  | Resultado | Ref    |
| ---- | ----------------------- | ---------------------------------------------------------- | --------------------------- | --------- | ------ |
| 2017 | 2017 Korea Drama Awards | Premio Excelencia, Actriz                                  | Good Manager,               | Ganadora  | [ 16 ] |
| 2017 | KBS Drama Awards        | Mejor Actriz de Reparto                                    | Good Manager, Witch's Court | Ganadora  |        |
| 2018 | 2018 MBC Drama Awards   | Top Excellence Award, Actress in a Soap Opera              | Secrets and Lies            | Nominada  |        |
| 2018 | KBS Drama Awards        | Excellence Award, Actress in a One Act/Special/Short Drama | Mother's Third Marriage     | Ganadora  | [ 17 ] |